# Tom Yoda
Tatsumi 'Tom' Yoda (nacido el 27 de mayo de 1940 en la prefectura de Nagano, Japón) es un ejecutivo japonés que ha ocupado cargos importantes en la industria del entretenimiento, particularmente en los sectores de la música, el cine y los eventos culturales.

## Trayectoria
Después de graduarse en Administración de Empresas en la Universidad de Meiji en Tokio, Yoda comenzó su carrera en Osada Electric Co. en 1963.  Más tarde se unió a Sansui Electric, donde trabajó hasta 1988.
En 1988, Yoda fundó su propia empresa, Thomas Yoda Limited (posteriormente renombrada T.Y. Limited, Inc.).  Se involucró en la industria del entretenimiento al asumir un puesto directivo en la discográfica Avex, donde fue presidente de la junta directiva y director ejecutivo durante una década, hasta su jubilación en 2004.
Yoda ha sido presidente de la junta directiva de Gaga Communications Inc., una empresa de promoción y distribución de películas con sede en Tokio. También ha sido presidente y director ejecutivo de T.Y. Limited Inc. y de Dreamusic Inc. Además, ha formado parte de la junta directiva de T-Joy Co. Ltd., una empresa operadora de cines.
Yoda ha desempeñado un papel activo en varias organizaciones de la industria del entretenimiento:
- Director de la Japan Video Software Association (desde mayo de 2007).
- Vicepresidente del Comité Ejecutivo del Japan International Contents Festival.
- Vicepresidente del Comité Ejecutivo del Año de Intercambio de Cultura y Deportes Japón-China (2007).
- Director de la Visual Industry Promotion Organization (desde diciembre de 2004).
- Miembro de la Junta de Directores de la Federación Empresarial de Japón (desde febrero de 2004).
- Presidente del Subcomité de Entretenimiento y Contenido del Comité de Asuntos Industriales (desde julio de 2003).
- Presidente de la Asociación de la Industria de Grabación de Japón (RIAJ) (marzo de 2003 - agosto de 2004).
- Presidente (abril de 2001 - abril de 2005) y asesor especial (abril de 2005 - marzo de 2006) de la Fundación para la Promoción de la Industria de la Música y la Cultura (PROMIC).
- Director general de la Federación Internacional de la Industria Fonográfica (IFPI) (mayo de 2000 - agosto de 2004).